# Qūrchī Bāshī
Qūrchī Bāshī (persiska: قورچی باشی, قورچی) är en ort i Iran.   Den ligger i provinsen Markazi, i den centrala delen av landet, 270 km sydväst om huvudstaden Teheran. Qūrchī Bāshī ligger 1 980 meter över havet och antalet invånare är 1 522.
Terrängen runt Qūrchī Bāshī är kuperad åt sydväst, men åt nordost är den platt.Runt Qūrchī Bāshī är det ganska tätbefolkat, med 52 invånare per kvadratkilometer. Närmaste större samhälle är Khomeyn, 19,1 km öster om Qūrchī Bāshī. Trakten runt Qūrchī Bāshī består i huvudsak av gräsmarker.